# Parco nazionale di Capitol Reef
Il parco nazionale di Capitol Reef è uno tra i parchi nazionali degli Stati Uniti d'America, situato nel sud dello stato dello Utah. Esso si estende per oltre 160 km, ma ha una conformazione piuttosto stretta. Il parco, fondato nel 1971, ha un'ampiezza di 979 km² ed è aperto ai visitatori tutto l'anno.
È considerato "uno tra i segreti meglio conservati" dello Utah, infatti, nonostante le sue straordinarie peculiarità non registra le folle di visitatori che invece riempiono gli altri parchi dello stato, restando perciò un'oasi apprezzata dai coloro che fuggono il turismo di massa.
Il motivo di questa minore affluenza è comunque da ricercare nella scarsità di accessi e nella povertà di strade asfaltate che permettono l'attraversamento del parco che resta per lo più esplorabile con veicoli a quattro ruote motrici e limitatamente al periodo della stagione secca.

## Waterpocket Fold

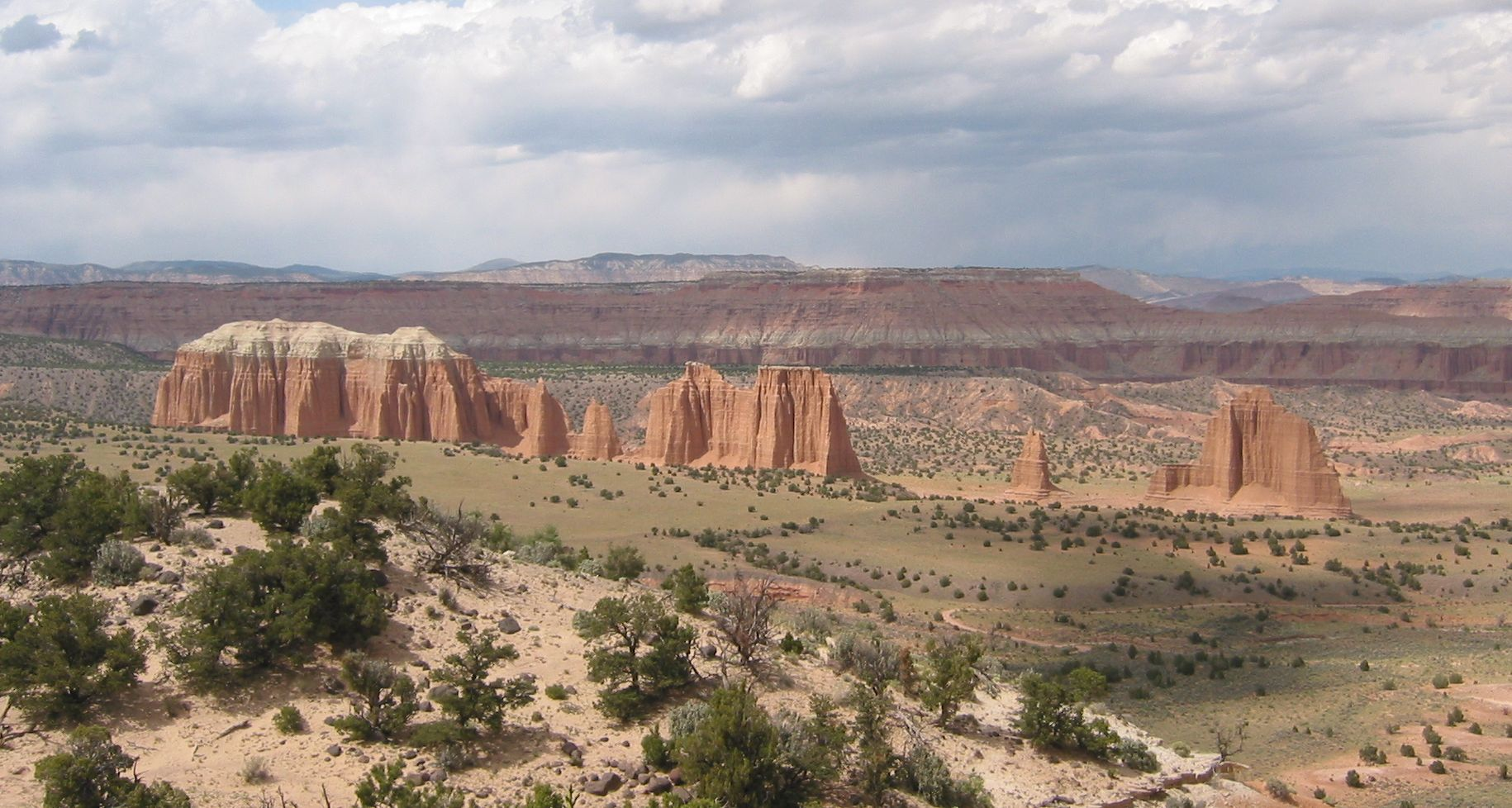
Una veduta della Upper Cathedral Valley, all'interno del parco.

Il Waterpocket Fold è una barriera geologica (monoclinale) lunga un centinaio di miglia e che dà il nome all'intero parco che la racchiude nella sua interezza includendone anche le diramazioni laterali, con le spettacolari e colorate pareti rocciose, i monoliti isolati e i canyon convergenti verso i bacini collettori.
Come per gli altri parchi dello Utah, non mancano numerosi archi naturali.
Waterpocket Fold si è formato in seguito al progressivo depositarsi di vari strati di rocce sedimentarie. Questi strati sono composti da detriti depositatisi nel corso di centinaia di milioni di anni in ambienti ogni volta differenti: marini, lacustri desertici.
Successivamente, con il verificarsi di importanti movimenti orogenetici, gli strati, originariamente orizzontali, sono stati gradualmente incurvati fino a dar luogo a vaste pieghe e fratture.
Più di recente, gli strati sono stati poi sottoposti a intensa azione erosiva e buona parte di essi si sono sgretolati lasciando così oggi intravedere tutta la sequenza dei corpi sedimentari che danno vita alle striature che caratterizzano questi territori.